# Djibril Diop Mambéty
Djibril Diop Mambéty (enero 1945, Dakar, Senegal – 23 de julio de 1998, París, Francia) fue un director de cine senegalés, actor, orador, compositor y poeta. A pesar de su reducida filmografía, es considerado uno de los cineastas africanos de culto por su técnica cinematográfica original y experimental y no lineal, estilo narrativo poco convencional y sus personajes tan característicos. Nacido en una familia musulmana cerca de Dakar, capital de Senegal, Mambéty era de origen wolof. 
Se le considera uno de los renovadores del cine africano. Entre sus películas destacan Touki Buki, considerada ya un clásico de la cinematografía africana. 
Murió en París 1998 a causa de un cáncer de pulmón.

## Filmografía[1]
| Título                                    | Año  |
| ----------------------------------------- | ---- |
| La petite vendeuse de soleil              | 1999 |
| Le franc (Short)                          | 1994 |
| Hyènes                                    | 1992 |
| Parlons grand-mère                        | 1989 |
| Touki bouki                               | 1973 |
| Badou Boy                                 | 1970 |
| Contras' City (Short) (como Djibril Diop) | 1969 |